# Le Tueur de l'Arizona
Pour plus de détails, voir Fiche technique et Distribution.
Le Tueur de l'Arizona (Arizona Terror) est un film américain réalisé par Phil Rosen, sorti en 1931.

## Synopsis
Porter et sa bande pourchassent l'Arizonien après avoir acheté son bétail, volé son argent et tué son partenaire, un stratagème qu'ils ont déjà perpétré à de nombreuses reprises. Son cheval Tarzan l'aide à leur échapper. Porter et ses hommes se rendent ensuite au ranch de Joe Moore et de sa fille Katherine, connue sous le nom de Miss Kay. Porter achète deux cents têtes de bétail à Moore, à condition qu'elles soient prêtes tôt le lendemain matin, ce qui obligera tous les ouvriers du ranch de Moore à s'absenter pour rassembler les bêtes. L'affaire conclue, Kay part se promener. Pendant son trajet, elle est conduite par Tarzan à l'Arizonien, qu'elle emmène chez elle. Il s'effondre avant de pouvoir dire qui lui a tiré dessus. Après que Kay se soit occupée de lui, elle se rend en ville avec les 6 000 dollars que Moore a payés pour le bétail. Porter la voit en ville et demande à ses hommes de se rendre chez Moore pour récupérer son argent. Le gang tue Moore et lui vole son coffre-fort, mais l'Arizonien les voit partir et se lance à leur poursuite. Lorsque Porter entre dans la maison, il écrit "l'Arizonien" près du corps de Moore. La machination de Porter est réussie, Kay et le shérif sont convaincus de la culpabilité de l'Arizonien. Lorsque l'Arizonien tente de retourner au ranch, Porter ouvre le feu sur lui, et il se rend dans les collines, où il est retenu par Emilio Vasquez, un bandit local. Lorsque Vasquez apprend que l'Arizonien n'a pas d'argent et qu'il se cache également de la loi, il l'emmène dans sa cachette, qu'il partage avec sa maîtresse Lola. Vasquez et l'Arizonien deviennent amis. Bouleversé par le fait que Kay, dont il est tombé amoureux, pense du mal de lui, l'Arizonien retourne dans son ranch pour la convaincre de son innocence. Il est poursuivi par le gang de Porter, mais il leur échappe et surprend Kay. Elle fait semblant de croire ses déclarations, mais bientôt elle lui vole son arme et prend le dessus sur lui. Les hommes de Porter tentent à nouveau de le capturer, et il s'échappe à nouveau. Il retourne à la cachette de Vasquez. Ils planifient de piéger Porter. Vasquez fait semblant de vendre des chevaux à Porter, qui lui donne l'argent et lui dit de préparer le troupeau pour le lendemain matin. L'Arizonien et Vasquez kidnappent Kay et Porter, et habillent Porter avec les vêtements de Vasquez pour que ses hommes le tuent à la place de Vasquez. Le gang arrive et l'Arizonien convainc enfin Kay de son innocence lorsqu'ils tuent Porter. Vasquez est abattu alors qu'il tente de protéger Kay des tueurs. Kay assure le shérif de la culpabilité de Porter et offre à l'Arizonien un emploi à la tête de son ranch.

## Fiche technique
- Titre original : Arizona Terror
- Titre français : Le Tueur de l'Arizona
- Réalisation : Phil Rosen
- Scénario : Jack Natteford
- Décors : Ralph De Lacy
- Photographie : Arthur Reed
- Montage : Martin G. Cohn
- Production : Phil Goldstone
- Société de production : Tiffany Productions
- Société de distribution : Tiffany Productions
- Pays de production :  États-Unis
- Langue originale : anglais
- Format : Noir et blanc  — 35 mm — 1,37:1 — son mono
- Genre : Western
- Durée : 64 minutes
- Dates de sortie : 
  - États-Unis : 13 septembre 1931
  - France : 26 janvier 1934

## Distribution
- Ken Maynard : l'Arizonian
- Lina Basquette : Katherine Moore, alias Miss Kay
- Hooper Atchley : Capitaine Porter
- Nina Quartero : Lola
- Michael Visaroff : Emilio Vasquez
- Murdock MacQuarrie : Joe Moore
- Tom London : Chuckawalla